# Erdmann Otto Leuschner
Erdmann Otto Leuschner (* 28. Juli 1863; † September 1924) war ein deutscher Rittergutsbesitzer, Jurist und Politiker.

## Leben
Leuschner war ein Sohn des Rittergutsbesitzer, Fabrikanten und Politikers Ludwig Leuschner (1824–1899) und dessen Ehefrau Elise geb. Raum. Er studierte Rechtswissenschaften und wurde zum Dr. jur. promoviert. Er war als Kammergerichts-Referendar in Glauchau tätig.
Neben dem Rittergut Limbach, das er 1911 an die Stadt Limbach verkaufte, erbte Leuschner auch das Rittergut Dittersbach. Von 1916 bis zur Auflösung der konstitutionellen Monarchie im November 1918 war er als Rittergutsbesitzer durch Königliche Ernennung Abgeordneter in der I. Kammer des Sächsischen Landtags. Er starb im September 1924. Das Schloss Dittersbach verkauften die Erben Leuschners an die Stadt Dresden.